# Бакинский завод бытовых кондиционеров
Бакинский завод бытовых кондиционеров (сокр. Баккондиционер / БЗБК) — промышленное предприятие, расположенное в Баку, Азербайджанская ССР. Специализировался на производстве бытовых кондиционеров и климатической техники, являясь одним из крупнейших заводов подобного профиля в СССР и Восточной Европе. Завод был известен высоким качеством продукции, сотрудничеством с японской компанией Toshiba, а также значительным вкладом в экономику и промышленное развитие региона. 

## История

### Идея создания завода
К 1970 году советское правительство задумалось о необходимости производства бытовых кондиционеров для населения. Было принято решение о приобретении завода «под ключ» у японской компании Toshiba, которая должна была полностью спроектировать производство и поставить оборудование. Первоначально местом для строительства был выбран Ташкент, столица Узбекской ССР, который был четвертым по численности населения в Советском Союзе (Баку занимал пятое место).
Однако первый секретарь ЦК Компартии Азербайджана Гейдар Алиев выступил с инициативой переноса проекта в Баку. Получив разрешение на встречу с Леонидом Брежневым, Алиев представил документы, обосновывающие целесообразность строительства завода именно в Баку. Среди доводов были:
- Более высокий научно-технический потенциал города.
- Наличие предприятий для производства компонентов сборки.
- Удобные транспортные пути для экспорта готовой продукции.

Брежнев согласился с предложением Алиева.

### Строительство и запуск
Строительство завода началось в 1973 году рядом со станцией Депо, открытой в 1970 году. Стройку курировал Алиш Лемберанский, заместитель председателя Совета Министров АзССР по строительству. Работы велись под строгим контролем японских специалистов из Toshiba, которые также обучали местных рабочих. История сохранила имена двух японских наставников — Ямомото и Осира Сан.
25 декабря 1975 года состоялось торжественное открытие завода. Архитектурное решение выделяло БЗБК среди других промышленных объектов. Здание управления с небольшим сквером перед ним делало завод похожим на научно-исследовательский институт, а не на типичное советское предприятие.

## Производственные достижения
С момента запуска завод показывал выдающиеся результаты:
- В 1975 году было выпущено 25 тысяч кондиционеров.
- В 1976 году — 56 тысяч единиц.
- К 1979 году объём производства достиг 400 тысяч кондиционеров.
- В лучшие годы выпуск составлял до 450 тысяч единиц ежегодно.

### Экспорт и спрос
Около 30–40% продукции завода шло на экспорт в страны от Кубы до Китая. Остальная часть предназначалась для внутреннего рынка СССР и быстро раскупалась, несмотря на высокую стоимость. Например, модель БК-1500 стоила 350 рублей, что являлось значительной суммой для среднестатистического советского гражданина.

## Особенности продукции

### Основные модели кондиционеров
- БК-1500
- БК-2000
- БК-2300

### Качество и надёжность
Бакинские кондиционеры, производимые по лицензии Toshiba, отличались:
- Высокой надёжностью и долговечностью — могли работать десятилетиями без ремонта и дозаправки фреоном.
- Эффективностью — обеспечивали интенсивное охлаждение помещений в жарком климате.
- Простотой обслуживания — минимальная потребность в техническом обслуживании.

Местные компрессоры для кондиционеров производились в объёме до 1 миллиона штук в год, и их качество было столь высоким, что излишки закупала сама Toshiba.

## Управление и руководство
С 1977 по 1982 год главным инженером завода был Кулиев Фуад Халилович, а с 1982 года он стал генеральным директором завода по назначению Алиева Гейдара Алирза оглы. В этот период завод активно развивался, внедрялись новые технологии и увеличивались производственные мощности.
В то время, когда этот завод строился, я назначил его директором Санана Ахундова. В 81-м году мы его выдвинули вперед и назначили на должность министра, а на его место я назначил Фуада Гулиева, работавшего главным инженером с самого начала строительства завода. Фуад Гулиев, Санан Ахундов в эти двадцать лет достойно руководили заводом. Фуаду Гулиеву принадлежат большие заслуги в том, что с 1981 года по сей день этот завод живет и развивается. Это тоже я отмечаю. Я благодарю всех, кто в эти двадцать лет использовал завод надлежащим образом, благодарю всех вас.Выступление Президента Азербайджана Гейдара Алиева на торжественном митинге, посвящённом 20-летнему юбилею Бакинского завода бытовых кондиционеров — Научно-производственное объединение «Баккондиционер», 25 декабря 1995 года

## Закат завода
К концу 1980-х — началу 1990-х годов завод столкнулся с экономическими трудностями. Среди причин упадка были:
1. Инфляция, делающая производство дорогостоящим и невыгодным.
2. Снижение экспорта из-за появления новых систем кондиционирования.
3. Падение внутреннего спроса из-за экономического кризиса.
4. Распад СССР и исчезновение государственных заказов.

К 1997 году на заводе осталось лишь 500 работников из 6 000. Производство практически остановилось. В 2007 году были собраны последние 20 кондиционеров из оставшихся на складе компонентов. Завод был закрыт, а его территория выставлена на продажу.

## Наследие
Бакинский завод бытовых кондиционеров стал символом советской промышленности и инженерного мастерства. Его продукция отличалась высокой надёжностью, долговечностью и заслужила признание как внутри страны, так и за её пределами. Несмотря на закрытие, БЗБК оставил значительный след в истории Азербайджана и советского машиностроения.